# Алєксєєвський кар'єр (каоліновий)
Алєксєєвський кар'єр (каоліновий) – гірничодобувне підприємство у Акмолинській області Казахстану, створене для розробки однойменного родовища каолінів.
Алєксєєвське родовище каолінів виявили у 1962 році, а з 1979-го тут діяв гірничо-збагачувальний комбінат річною потужністю 200 тисяч тон. В 1996-му він зупинив свою роботу.
В 2016-му видобуток відновила компанія «Qazaq kaolin», яка відвантажує каолін через належний копальні власний залізничний термінал на керамічні та цементні заводи Казахстану та Росії. Наразі родовище розкрите кар’єром глибиною 14 метрів.
В 2022 – 2023 роках видобуток з Алєксєєвського родовища не провадився, лише відвантажували покупцям раніше видобуту продукцію зі складу. При цьому на 2024 рік запланований запуск збагачувальної ділянки, яка використовуватиме мокрий метод. Подальша розробка також вестиметься відкритим методом із запланованою глибиною кар’єру у 28 метрів та сезонним – з травня по жовтень – режимом роботи. Залишкові запаси Алєксєєвського на початок 2023 року оцінюються у 80,8 млн тон (з них 0,3 млн тон на складі).